# Park Vinice
Park Vinice, nazývaný též park Na Vinici nebo park Úvaly-Vinice, je městský veřejný park, který leží v katastru města Úvaly, na vrchu Vinice. V jeho okolí se nacházejí Úvalské menhiry a Alej úvalských dětí, kudy vede městská naučná stezka.
Na místě parku se v minulosti nacházel lom na kámen. Za socialismu zde byla vytvořena černá skládka, která působila problémy již při stavbě parku. Bylo zde totiž uloženo bahno z vyčištěných rybníků, které postupně protékalo do útrob bývalé skládky, a na povrchu se objevovaly střepy a různé jiné odpadky.
Pro veřejnost byl park otevřen 1. června 2020. Účelem stavby bylo vytvoření místa nejen pro relaxaci, ale také pro sportovní aktivity či výukovou činnost. Z toho důvodu je zde výuková alej s 12 domácími druhy dřevin s informačními tabulkami. V parku se nachází 4 lípy malolisté, 3 jeřáby břeky, 3 třešně ptačí, 11 svíd, 15 hlohů a směs 91 kvetoucích keřů. Místo je vhodné pro rekreaci – nacházejí se zde lavičky, piknikové místo, dětské hřiště a také vyhlídka na Úvaly.